# 村上政彦
村上 政彦（むらかみ まさひこ、1958年8月23日 - ）は、日本の小説家。

## 経歴
三重県生まれ。不登校、高校中退を経験した後、玉川大学文学部に進学するが、授業料未納により除籍。業界紙記者、学習塾経営などを経て、1987年に「純愛」で海燕新人文学賞受賞（同時受賞者は吉本ばなな）。『ドライヴしない？』で1990年下半期芥川賞候補、『ナイスボール』で1991年上半期、『青空』で同年下半期、『量子のベルカント』で1992年上半期、『分界線』で1993年上半期と、計5回芥川賞候補となる。『ナイスボール』を原作とした映画『あ、春』が、相米慎二監督、佐藤浩市主演で1998年に制作された。
某文芸誌の長編に専念するが、テーマが国家論だったため、資料調べにほぼ10年を費やす。執筆には7年かかり、2019年にようやく完成した。その間、『蜜蜂の軍隊』（文學界）、『陽炎の島』（同）の他には、小説に手を出さなかった。2019年から『季刊文科』に短篇連作『結交姉妹』を連載。2020年、『陽炎の島』に大幅な加筆をして、長篇『台湾聖母』として刊行した。
日本文藝家協会常務理事（財務委員長）。日本ペンクラブ会員。文化庁文化審議会国語分科会委員。ムラマサ小説道場主宰。

## 著書
- 『ナイスボール』福武書店、1991年、のち集英社文庫
- 『ドライヴしない?』（「純愛」所収）福武書店、1991年
- 『Zoo』海越出版社、1993年
- 『アラブの電話』福武書店、1994年
- 『魔王』集英社、1994年
- 『トキオ・ウィルス』講談社、1995年、のちハルキ文庫
- 『ニュースキャスターはこのように語った』集英社、1997年
- 『東京難民殺人ネット』角川春樹事務所（ハルキ・ノベルス）2000年
- 『「君が代少年」を探して 台湾人と日本語教育』平凡社新書、2002年
- 『ハンスの林檎』潮出版社、2006年
- 『三国志に学ぶリーダー学』潮出版社、2008年
- 『三国志に学ぶ勝利学』潮出版社、2010年
- 『世界の文学名場面を読む』第三文明社・21c文庫、2012年
- 『小説を書いてみよう』第三文明社、2013年
- 『作文を書いてみよう こうすれば、きみも文章が書ける』第三文明社、2014年
- 『台湾聖母』コールサック社、2020年

翻案
- ホセ・リサール原作『見果てぬ祖国』潮出版社、2003年